# Jonas (tijdschrift)
Jonas was een tijdschrift met een antroposofische achtergrond. Het schreef over onderwerpen als onderwijs en opvoeding, spiritualiteit, kunst en cultuur, milieu, gezond eten en tuinieren.
Het blad verscheen voor het eerst in september 1970. Aanvankelijk verscheen het wekelijks; in 1972 werd dat tweewekelijks. In september 1997 werd de naam gewijzigd in Jonas magazine, dat maandelijks verscheen.
In november 2006 werd het blad opgevolgd door Zens, dat een half jaar later werd opgeheven.